# 張瑄 (景泰江西進士)
張瑄（1422年—？），字廷圭，江西瑞州府高安縣人，民籍，明朝政治人物。進士出身。

## 生平
江西鄉試第二十八名。景泰二年（1451年）辛未科會試第一百四十四名，殿試登進士第三甲第六十九名。

## 家族
曾祖張文真。祖父張仕隆。父亲張仲斌。